# Raynald Denoueix
Raynald Denoueix (Rouen, 14 mei 1948) is een voormalig voetballer uit Frankrijk, die zijn gehele carrière speelde als verdediger en uitkwam voor FC Nantes. 
Na zijn actieve loopbaan stapte Denoueix het trainersvak in. Hij had geruime tijd de jeugdacademie van FC Nantes onder zijn hoede. Na het afscheid van Jean-Claude Suaudeau werd hij aangesteld als hoofdcoach. Denoueix leidde Nantes naar de Franse landstitel in het seizoen 2000/01. Enkele maanden later werd hij ontslagen vanwege teleurstellende resultaten en opgevolgd door Ángel Marcos. Als trainer-coach van Real Sociedad leidde hij deze Baskische club naar de tweede plaats in het Primera División 2002/03.